# تاله
شهر تاله (به آلمانی: Thale) در ایالت زاکسن-آنهالت در کشور آلمان واقع شده‌است.